# Scoparia graeca
Scoparia graeca là một loài bướm đêm trong họ Crambidae.